# Kringle
En kringle er et bagværk med form som to sammensatte ringe.
Den bages af hvede-, byg- eller rugmel.[kilde mangler] Dejen rulles ud til en lang, smal pølse og gives formen af et ottetal eller en ring.
En klassisk kringle forestiller korslagte arme.